# Catedral basílica de la Santa Cruz (Cochín)
La catedral de Santa Cruz de Cochín es la sede catedralicia de la diócesis de Cochín. Está situada en Cochín, en el estado de Kerala, al suroeste de la India.
El edificio original fue levantado por los portugueses en estilo barroco, habiendo sido consagrado el 3 de mayo de 1505. Fue convertido en catedral el 1 de febrero de 1558 mediante bula del papa Paulo IV. En 1795 la catedral fue destruida por los británicos al ocupar la ciudad a los neerlandeses, y no fue hasta 1887 que se decidió su reconstrucción, en estilo neobarroco. El nuevo edificio se consagró el 19 de septiembre de 1902, y se convirtió en basílica catedralicia el 23 de agosto de 1984, con ocasión de la visita a Cochín del papa Juan Pablo II.
El edificio actual presenta alzados muy blancos, con interiores pintados al fresco en grandes escenas murales que representan la pasión y muerte de Cristo. Destacan las pinturas del italiano Antonio Moscheni.